# Zračna luka Vincenzo Bellini
Zračna luka Vincenzo Bellini talijanska je zračna luka koja se nalazi 4,3 km jugozapadno od grada Catanije, nakon Palerma drugog po veličini grada na otoku Siciliji. Zračna luka je poznata i pod nazivom Catania-Fontanarossa. Ime je dobila po Vincenzu Belliniju, slavnom talijanskom opernom skladatelju rođenom u Cataniji.
Riječ je o najprometnijoj zračnoj luci na Siciliji te šestoj najprometnijoj u Italiji s prometom od 6.794.063 putnika u 2011. godini. Gledajući samo domaći avio promet, zračna luka Vincenzo Bellini je treća najprometnija u zemlji nakon zračnih luka Leonardo da Vinci i Linate.
Kako bi se zračna luka nosila s povećanjem putnika, izgrađen je novi i veći terminal koji je otvoren 8. svibnja 2007. te je zamijenio stare objekte kod kojih se vremenom ukazala potreba za proširenjem područja terminala.

## Povijest
Povijest zračne luke datira iz 1924. godine kada je izgrađena prva zračna luka u regiji. Tijekom 2. svjetskog rata luku su zarobili Saveznici tijekom Sicilijanske kampanje te ju je USAF koristio kao vojnu zračnu luku. Završetkom rata, zračna luka je ponovo vraćena u civilnu službu.
Do kraja 1940-ih postalo je jasno da ponestaje prostora u zračnoj luci te da ju je potrebno preseliti. Stoga je 1950. u promet puštena nova, veća i poboljšana zračna luka Catania.
Nakon 20 godina neočekivanog porasta broja putnika, 1981. je ponovo rekonstruirana, dok je 2007. otvoren novi terminal.

## Lokacija
Zračna luka Catania nalazi se 4,3 km jugozapadno od Catanije, u neposrednoj blizini autoceste A19 koja povezuje Cataniju s Palermom i centralnom Sicilijom. Također, tu su i autobusne linije koje nude prijevoz do središta Catanije, a planirane su i nove linije prema drugim dijelovima otoka.[nedostaje izvor] Tu je još i željeznički prijevoz, dok putnici koji zahtijevaju udobniju vožnju mogu uzeti taksi.

## Avio kompanije i destinacije

### Civilni transport
| Zračna luka Vincenco Bellini | Zračna luka Vincenco Bellini                                               |
| Avio kompanija               | Destinacije                                                                |
| ---------------------------- | -------------------------------------------------------------------------- |
| Aer Lingus                   | sezonski letovi u Dublin                                                   |
| Air Italy                    | Napoli                                                                     |
| Air Malta                    | Malta, München                                                             |
| Alitalia                     | Bologna, Firenza, Genova, Milano, Napoli, Rim, Trst, Venecija              |
| Austrian Airlines            | sezonski letovi u Beč                                                      |
| Blue Air                     | Bacau, Bukurešt                                                            |
| Blue Panorama Airlines       | Bari, Rim sezonski letovi u Cagliari, Heraklion, Palma de Mallorca i Rodos |
| Bmibaby                      | sezonski letovi u East Midlands                                            |
| British Airways              | London                                                                     |
| Brussels Airlines            | sezonski letovi u Bruxelles                                                |
| Cimber Sterling              | sezonski letovi u Kopenhagen (linija se ukida 27. listopada 2012.)         |
| EasyJet                      | London, Milano, Pariz, Ženeva                                              |
| EgyptAir Express             | Kairo                                                                      |
| Germanwings                  | Koln - Bonn, Hannover, Stuttgart                                           |
| Helvetic Airways             | Bern                                                                       |
| Iberia                       | sezonski letovi u Barcelonu i Madrid                                       |
| Jetairfly                    | sezonski letovi u Bruxelles                                                |
| Lufthansa                    | Berlin, München                                                            |
| Lufthansa Regional           | Düsseldorf                                                                 |
| Luxair                       | sezonski letovi u Luxembourg                                               |
| Meridiana                    | Lampedusa, Milano, Torino, Verona                                          |
| Neos                         | Abu Dhabi, Dubai, Sharm el-Sheikh, Paphos                                  |
| Sky Work Airlines            | sezonski letovi u Bern                                                     |
| Thomson Airways              | sezonski letovi u Birmingham, London i Manchester                          |
| Transavia                    | sezonski letovi u Amsterdam                                                |
| Transavia France             | sezonski letovi u Pariz                                                    |
| Travel Service               | sezonski letovi u Prag                                                     |
| Trawel Fly                   | sezonski letovi u Milano                                                   |
| Wizz Air                     | Bukurešt, Budimpešta                                                       |
| XL Airways France            | Pariz                                                                      |

## Vanjske poveznice
- Službena stranica (tal.)(engl.)
- Catania-airport.com (engl.)